# Gastrorchis simulans
Gastrorchis simulans är en orkidéart som först beskrevs av Robert Allen Rolfe, och fick sitt nu gällande namn av Rudolf Schlechter. Gastrorchis simulans ingår i släktet Gastrorchis och familjen orkidéer. Inga underarter finns listade i Catalogue of Life.